# (7402) 1987 YH
1987 واي إتش (ويعرف أيضًا باسم (7402) 1987 واي إتش وفق تسمية الكوكب الصغير) (بالإنجليزية: 1987 YH)‏ هو كويكب ضمن حزام الكويكبات؛ وترتيبه 7402 من حيث الاكتشاف.
اكتُشف هذا الجُرم الفلكي بواسطة Takuo Kojima ‏ في 25 ديسمبر 1987.

## وصلات خارجية
- (7402) 1987 YH في قاعدة بيانات مختبر الدفع النفاث لأجرام النظام الشمسي الصغيرة

- الاكتشاف · مخطط المدار ·  العناصر المدارية · المعلمات المادية

- (7402) 1987 YH على موقع ويكي سكاي: DSS2, SDSS, GALEX, IRAS, Hydrogen α, X-Ray, Astrophoto, Sky Map, Articles and images